# جارد غولدبرغ
جارد غولدبرغ (بالإنجليزية: Jared Goldberg)‏ هو متزحلق جبال الألب أمريكي، ولد في 17 يونيو 1991 في بوسطن في الولايات المتحدة.

## وصلات خارجية
- جارد غولدبرغ على موقع الاتحاد الدولي للتزلج (التزلج على المنحدرات الثلجية) (الإنجليزية)
- جارد غولدبرغ على موقع اللجنة الأولمبية الدولية (الإنجليزية)
- جارد غولدبرغ على موقع أوليمبيديا (الإنجليزية)
- جارد غولدبرغ على موقع اللجنة الأولمبية والبارالمبية الأمريكية (الإنجليزية)